# 松風理咲
松風理咲（日语：／ Matsukaze Risaki；2001年1月17日—）是日本女演員，出身自岐阜縣，Sweet Power旗下藝人。

## 作品列表

### 電視劇
- Good Partner 無敵律師（2016年4月21日－6月16日，朝日電視台）：飾演 咲坂水樹
- 哥哥的朋友（2018年3月26日－4月16日，MBS）：飾演 ，女主角
- 好醫生 第2集起（2018年7月19日－9月13日，富士電視台）：飾演 森下伊代
- 算盤武士 風之市兵衞SP～天空の鷹～（2020年3月1日，NHK）：飾演 鶴姫
- 盛夏的少年～19452020（2020年7月31日－9月18日，朝日電視台）：飾演 山名彩香
- 第一刑事部的烏鴉 第9集（2021年5月31日，富士電視台）：飾演 桐島希美
- 正直不動產 第2集（2022年4月6日，NHK）：飾演 柿澤久美

### 電影
- 哥哥的朋友（2018年5月26日）：飾演 ，女主角
- 每個月來訪一次的月經醬（2019年11月8日）：飾演
- 期望（2020年10月9日）：飾演 飯塚杏奈
- 輝夜姬想讓人告白～天才們的戀愛頭腦戰～Final（2021年8月20日）：飾演 大友京子

## 外部連結
- 經紀公司個人資料頁面 （页面存档备份，存于）（日語）
- 松風理咲的Instagram帳戶（日語）